# Südöstliche Laubschnecke

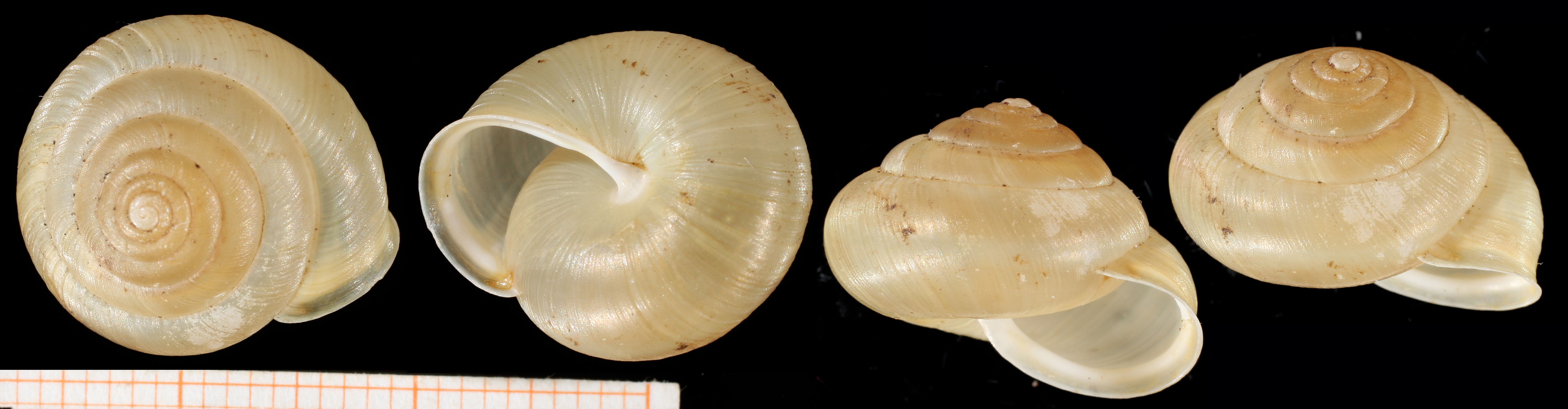
Leergehäuse der Südöstlichen Laubschnecke

Die Südöstliche Laubschnecke (Monachoides vicinus), auch Karpaten-Laubschnecke ist eine Schneckenart aus der Familie der Laubschnecken (Hygromiidae) aus der Ordnung der Landlungenschnecken (Stylommatophora).

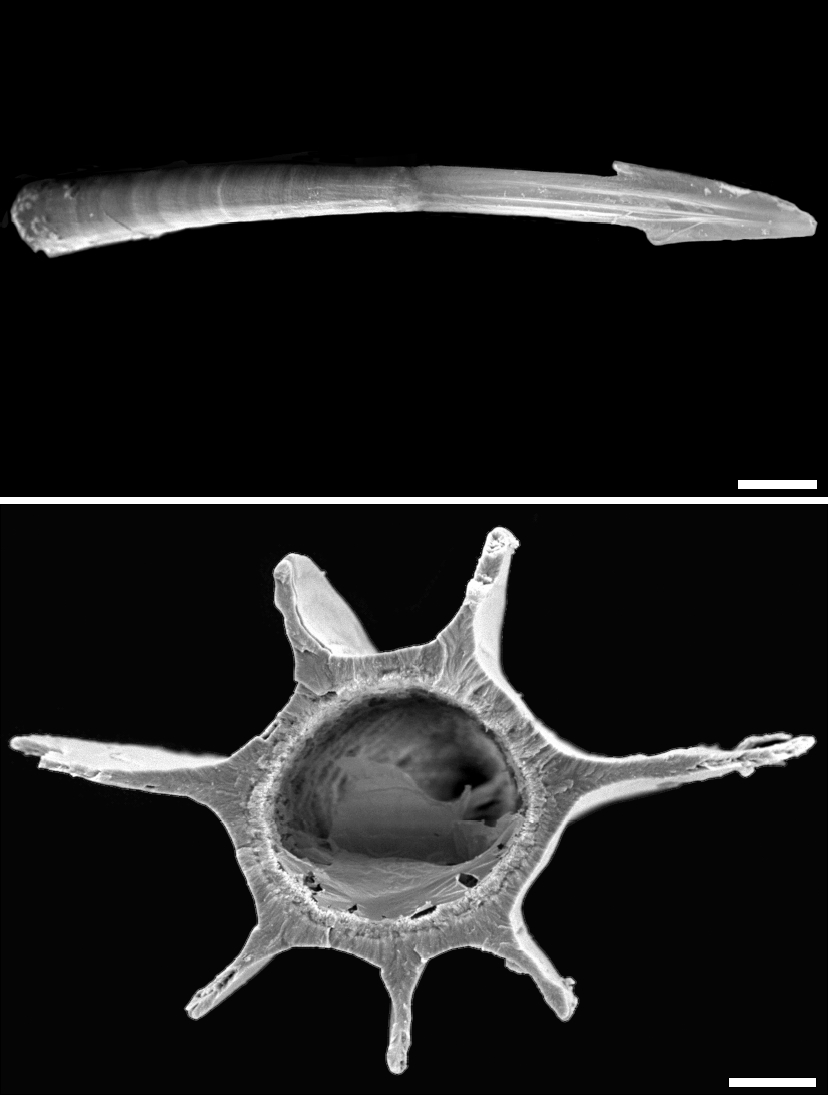
Liebespfeil

## Merkmale
Das rechtsgewundene, kugelige Gehäuse misst ausgewachsen 8,5 bis 11,5 mm in der Höhe und 12 bis 16 mm in der Breite. Das Gewinde ist kegelförmig, die Höhe variiert etwas. Es sind 5,3 bis 7 (meist 5,5 bis 6,5) gewölbte Windungen ausgebildet, die durch eine flache bis mäßig tiefe Naht voneinander getrennt sind. Die Außenlinie der Windungen ist konvex gewölbt. Die Mündung ist im Querschnitt quereiförmig. Der Mundsaum ist besonders an der Basis und Spindelrand zurückgebogen. Innen ist eine kräftige weißliche Lippe ausgebildet, die sich farblich deutlich von der Gehäusefarbe abhebt. Häufig bildet sich basal eine höckrige Verdickung aus. Der sehr enge bis fast nicht vorhandene Nabel wird mehr oder weniger vollständig vom umgeschlagenen Mundsaum verdeckt. 
Das durchscheinende Gehäuse ist fast weißlich, hell gelblich bis hell hornbraun gefärbt. Die letzte Windung hat an der Peripherie ein etwas helleres Band unterschiedlicher Breite. Die Oberfläche glänzt stumpf und ist von einem feinen, regelmäßigen Muster, bestehend aus kleinen, länglichen und radial angeordneten, schuppenähnlichen Tuberkeln bedeckt, etwa 35 Stück pro Quadratmillimeter. Die Abstände entsprechen etwa der Länge der Tuberkel. Dieses Muster kreuzen sich mit sehr feinen Zuwachsstreifen. 
Der Weichkörper ist gelblich mit schwarzen Flecken, die durch das Gehäuse hindurch scheinen. Der zwittrige Geschlechtsapparat hat im männlichen Trakt einen wenig gewundenen Samenleiter (Vas deferens), der in den vergleichsweise kurzen Epiphallus mündet. Der Epiphallus ist nur meist kürzer als das wurmförmige Flagellum, sehr selten auch geringfügig länger oder gleich lang. Der annähernd zylindrische Penis ist vergleichsweise sehr lang, etwa gleich lang wie der Epiphallus. Die meisten Exemplare haben einen Knick, oder auch zwei Knicke im Penis, die durch Muskelstränge fixiert werden. Der Penisretraktormuskel setzt am distalen Bereich des Epiphallus an. Das Genitalatrium ist sehr kurz. Die Vagina ist dagegen sehr lang, drei bis viermal länger als der freie Eileiter. Etwa in der Mitte sitzt der sehr große, fingerförmige Pfeilsack (Stylophor) an. Dieser enthält nur einen einzigen Liebespfeil. Er ist schwach gebogen mit einem Zentralkanal. Er hat keine Krone und ist im unteren Teil rundlich mit glatter Oberseite. Ab der Mitte bilden sich sieben Längsfurchen aus. Zur Spitze hin sind die beiden seitlichen Längsleisten verbreitert und bilden die Klinge. Zwischen der Ansatzstelle des Pfeilsackes und dem Abzweig der Spermathek sitzen meist zwei Gruppen von Glandulae mucosae an der Vagina, die sich noch jeweils in zwei bis drei Arme auftrennen. Der Stiel der Spermatheca ist lang, die längliche Blase legt sich an den Eisamenleiter an.

### Ähnliche Arten
Zwar variiert die Höhe des kegelförmigen Gewindes bei der Südöstlichen Laubschnecke, bei der Rötlichen Laubschnecke (Monachoides incarnatus) ist es jedoch immer niedriger. Letztere hat einen offenen Nabel und ein feineres Netzmuster (120 fischschuppenähnliche Tuberkel gegen 35 pro Quadratmillimeter). Dieses Muster ist typisch für diese Art, selbst Schalenbruchstücke können damit noch eindeutig dieser Art zugewiesen werden. Die Südöstliche Laubschnecke bevorzugt meist feuchtere Biotope als die Rötliche Laubschnecke.

## Geographische Verbreitung und Lebensraum
Das Verbreitungsgebiet der Südöstlichen Laubschnecke erstreckt sich von Südpolen, über Tschechien, Slowakei, Ungarn bis nach Serbien, Rumänien, die Westukraine und Nordukraine. In Deutschland gibt es ein völlig isoliertes Vorkommen in der Fränkischen Schweiz (zwischen Scheßlitz, Pegnitz und Altdorf bei Nürnberg).
Der Lebensraum der Südöstlichen Laubschnecke sind feuchte Bergwälder, meist oberhalb 700 m über dem Meeresspiegel, in der Nähe von Gewässern oder sumpfigen Stellen. Sie leben dort in der Laubstreu und in oder unter Totholz. 

## Taxonomie
Das Taxon wurde 1838 von Emil Adolf Rossmässler als Helix vicina vorgeschlagen. Es wird heute der Gattung Monachoides Gude & Woodward, 1921 zugeordnet.

## Gefährdung
Die Art wird in der Roten Liste der Binnenmollusken (Schnecken (Gastropoda) und Muscheln (Bivalvia)) in Deutschland als Extrem selten eingestuft. Sie ist insgesamt auf das Verbreitungsgebiet gesehen nicht gefährdet.

## Belege

### Online
- AnimalBase: Species summary for Monachoides vicinus